# 飛天萬能車
《飛天萬能車》（英語：Chitty Chitty Bang Bang）是一部1968年上映的英国音乐奇幻电影，由肯·休斯执导，羅爾德·達爾和肯·休斯共同编写剧本，該電影大致改编自伊恩·佛萊明1964年創作的同名小说。該電影的同名主題曲“Chitty Chitty Bang Bang”曾获得奥斯卡最佳原创歌曲奖提名。